# Cas De Santos
El cas De Santos fou un cas de corrupció que afectà el tinent de batle d'urbanisme de l'ajuntament de Palma durant la legislatura 2003-2007, Javier Rodrigo de Santos. Se l'acusà d'usar una targeta de crèdit per pagar serveis de prostitució masculina per un valor de 50.804 €.
En saber-se les acusacions, el març de 2008, De Santos reconegué la seva addicció a la cocaïna i l'ús fraudulent de la targeta i retornà els diners que havia gastat de manera irregular.
El dia 10 d'abril de 2008 comparegué al Jutjat d'Instrucció número 5 de Palma, on prestà declaració acusat d'un delicte de malversació de fons públics.
Posteriorment s'investigaren també delictes d'abusos sexuals a menors, així com unes irregularitats a l'adjudicació de les obres per la construcció d'una rèplica del Castell de Bellver al Parc de la Riera.

## Pagaments amb la VISA

### Denuncia
La investigació, segons assenyala una nota enviada per la Fiscalia de Balears, es va iniciar el 20 de febrer de 2008 "com a conseqüència d'un escrit tramès per l'Alcaldessa de Palma (la socialista Aina Calvo) en haver-se detectat irregularitats comptables" a l'Ajuntament.
La investigació, que la va portar a terme la Policia Nacional, relacionà a Rodrigo de Santos amb pagaments fets amb una targeta de crèdit de l'Ajuntament per un valor total de 45.000 euros en locals de contactes d'homosexuals. En la relació de despeses d'aquesta targeta apareixien moviments realitzats de matinada, entre les 04:00 i les 07:00 hores, des de finals de l'any 2005 fins a finals de maig de 2007, dates que coincideixen amb les de l'exercici del càrrec de tinent d'alcalde de l'Ajuntament palmesà per part de Rodrigo de Santos. Les despeses, a més, corresponien amb una sèrie de clubs de cites -la majoria de Mallorca- que s'anuncien a Internet, de manera que la Prefectura Superior de Policia va cridar a declarar diverses persones que hi treballen i que van identificar a Javier Rodrigo com a client habitual.
El Partit Popular va suspendre de militància i va obrir diligències informatives internes a l'exregidor de Palma Javier Rodrigo de Santos, arran de la querella.
Va arribar a gastar en una sola nit en un club de cites d'ambient gai fins a 1.450 euros, que va pagar amb la targeta de crèdit que utilitzava com a càrrec municipal. La Fiscalia Anticorrupció va elevar fins als 50.804 euros els diners que es va gastar De Santos en les seves visites habituals a aquests locals de contactes sexuals. Es tractava, d'una xifra provisional. Aquesta targeta la feia servir el tinent d'alcalde per la seva condició de president de l'Empresa Municipal d'Obres i Projectes Urbans de Palma (EMOP).
Quan representava el càrrec públic també va aprofitar un viatge a Madrid en el mes de juny de 2007 per a visitar una coneguda sauna. Va pagar 350 euros a càrrec municipal per un únic servei.
No obstant això, el seu local preferit és Casa Alfredo, que està situat al carrer Ramon Servera Moyà de Palma. En aquest club d'ambient gai és on es van carregar la majoria de factures. Segons la querella, des del mes de gener de 2006 a juny de 2007 (quan ja havia abandonat el seu càrrec públic) el polític conservador va carregar amb aquesta targeta VISA de l'empresa municipal fins a 118 serveis. La seva despesa mínima era de 70 euros. La nit més cara va ser el dia 5 d'octubre de 2006. Aquesta visita li va costar 1.450 euros. La Policia va constatar que a nom del comerç Alfredo Gómez Ribada (titular del negoci) es carreguen fins a 81 operacions per valor de 28.468 euros. La querella, per sorteig, va recaure al jutjat d'instrucció número 5 de Palma.
Javier Rodrigo de Santos, va demanar "perdó" als ciutadans de la capital balear per la sostracció de 50.000 euros de les arques del Consistori per pagar visites a clubs de cites i va demanar que es lluiti "realment" contra la droga. Va abandonar Mallorca després de retornar a l'Ajuntament de Palma els 50.804 euros. L'ajuntament de Palma va rebre, el 14 de març de 2008, un burofax remès per l'extinent d'alcalde, en què es comunicava als responsables municipals d'aquell moment, que havia efectuat un ingrés en un compte de l'Empresa Municipal d'Obres i Projectes (EMOP) la quantitat de 50.804 euros. S'indicava que la causa de la sostracció d'aquestes quantitats es va deure "a un error derivat del meu estat de salut". El juny de 2007 ingressa 880 euros que prèviament havia carregat a compte de cinc serveis carregats al club Prometeu de carrer Joan Alcover, 4. Segons consta en la documentació remesa a la fiscalia, també va carregar a la targeta de l'EMOP una factura corresponent a les despeses derivades del banquet ofert amb motiu d'un dels seus cinc fills. Aquesta quantitat va ser reingressat posteriorment. Un dels atenuants que podrien ser utilitzats en el procés judicial és la devolució de fons sostrets o malversats en el cas de l'exregidor, segons el reflectit en l'article 21.5 del Codi Penal.
La delegació del Govern a Balears va destituir a Javier Rodrigo de Santos, del seu càrrec com a secretari general de la delegació del ministeri d'Economia i Hisenda, plaça a la qual estava adscrit provisionalment. A partir d'aquesta decisió va ser adscrit a ocupar un lloc base de nivell A, a la delegació del Govern, pendent de destinació. Això no obstant, el mateix dia va presentar la baixa mèdica per malaltia. El BOE de dia 16 de juliol de 2013 publicà la retirada de la plaça de funcionari. Segons l'anunci del butlletí oficial qualsevol condemna per inhabilitació absoluta que esdevingui ferma comporta la pèrdua de la condició de funcionari.
Fonts policials van explicar que Rodrigo de Santos va ser identificat, sense possibilitat d'error, pels responsables dels establiments de cites com la persona que passava la targeta de crèdit amb càrrec a les arques municipals per efectuar els pagaments dels serveis subministrats. Atribueixen alguns dels elevats càrrecs efectuats en clubs de cites amb la targeta Visa oficial, fins a 1.450 euros en una sola nit, al fet que l'exregidor d'Urbanisme convidava a terceres persones a participar en orgies.
El compte més elevat que va carregar Rodrigo de Santos als palmesans en un prostíbul ve datada en un dia històric pel PP balear. El 5 d'octubre de 2006 se celebrava el cinquantè aniversari de Jaume Matas, aleshores president del Govern. L'esdeveniment va ser celebrat per la plana major dels conservadors en el restaurant Los Patos, de la família de Jaume Font. Per rematar la jornada, el tinent d'alcalde de Cort es va gastar mil cinc-cents euros a Casa Alfredo, equivalents a 25 serveis sexuals en una nit, xifra difícil d'endossar a un únic client.
La directora financera de l'Empresa Municipal d'Obres i Projectes (EMOP), Leonor Alomar Velasco, va advertir a la llavors gerent Glòria Penalva Saá sobre el presumpte ús irregular que feia de la Visa, Javier Rodrigo de Santos. L'advertència es va realitzar abans que l'auditoria interna contractada per l'anterior equip de govern del PP descobrís l'existència d'una sèrie de despeses sense justificar carregats als comptes de l'empresa. De Santos lliurava els tiquets de la Visa, document que, a efectes comptables, no tenen cap validesa. Aquestes despeses queden sense justificar fins que, un cop comprovada la seva naturalesa, es decideix, dia 20 de febrer de 2008, dimecres, dos dies abans de l'inici de la campanya electoral, remetre'ls a la fiscalia.
És curiós que una d'elles va ser durant la convenció del Partit Popular a Madrid el dia 3 de març de 2006. Mentre els seus companys de partit estaven fent costat a Mariano Rajoy, De Santos es va gastar com a mínim 725 euros en un club de cites.
També pagava altres despeses, com ara viatges a l'estranger, vals de benzina (sense especificar el vehicle) o factures particulars en dos supermercats d'alimentació. Entre aquestes despeses que no apareixen inclosos en la querella destaca un viatge a Nova York. S'està analitzant si es tracta d'un viatge privat o de caràcter públic. També apareixen altres desplaçaments, en què no va viatjar sol.
"Era un bon client, un client conegut, venia a l'establiment i pagava les seves festes amb nois i noies amb la Visa", va declarar davant la Policia Nacional, Alfredo Gómez Ribada, propietari de l'ara famós club de cites palmesà "Casa Alfredo" i un dels principals testimonis de càrrec contra Javier Rodrigo de Santos.
De Santos va ingressar en una clínica privada madrilenya per ser sotmès a un tractament terapèutic per a les seves serioses addiccions al sexe dur i a les drogues. L'estratègia de la defensa semblava estar orientada a buscar una sentència de conformitat, una rebaixa en la possible condemna davant la possible minva de voluntat que les addiccions haurien causat en el polític querellat.
Javier Rodrigo de Santos, va avançar al dia 10 d'abril de 2008, sorprenentment, la seva compareixença judicial, prevista per a l'endemà. De Santos, per tractar d'eludir a la premsa, va arribar als jutjats de Via Alemanya cap a les vuit del matí, es va negar a declarar alegant raons de salut, va sortir en llibertat i va tornar poc després a Madrid, acompanyat de la seva esposa Maria Luisa de Miguel i del seu germà Eduardo. Es va acollir al seu dret a no declarar, alegant que les seves addiccions al sexe i a les drogues no li permeten, de moment, explicar-se correctament, això no obstant, sí que va fer una mena d'admissió dels fets que se li imputen: pagar amb una targeta de la EMOP nombrosos serveis particulars en clubs de cites homosexuals. També va insistir en seu judicial a demanar disculpes públiques per aquests fets. Va comparèixer de forma voluntària, tal com preveu l'article 400 de la Llei d'enjudiciament criminal.
El jutjat d'instrucció 5 de Palma, va suspendre el 16 d'abril de 2008 la declaració del primer testimoni, de la peça de la Visa, a qui no se li havia pogut localitzar. La persona que estava prevista de comparèixer davant la jutgessa Ana María San José i els fiscals anticorrupció era un funcionari de Cort que, entre 2006 i 2007, estava encarregat de fiscalitzar les despeses de l'EMOP, que presidia De Santos.
"Em sento profundament malalt (per la meva addicció a la cocaïna) i ara sóc conscient d'això", va confessar el dijous 10 d'abril Javier Rodrigo de Santos. La seva breu, i avançada, compareixença judicial, ocupa gairebé un full. "Per diferents causes en els últims anys he consumit cocaïna de manera que m'he vist immers en una profunda addicció a aquesta droga". "Aquesta situació és l'única raó dels fets objecte d'aquest procediment, dels quals jo sóc l'únic responsable", postil·la amb rotunditat De Santos. De Santos no parla per res de la seva addicció al sexe dur.
Dos forenses de l'Institut de Medicina Legal de Balears van rebre l'encàrrec de realitzar un examen a fons de l'estat de salut, física i mental, l'extinent d'alcalde, Javier Rodrigo de Santos. Els forenses havien de calibrar l'abast de les suposades addiccions. Rodrigo de Santos va aportar el 10 d'abril, en la seva compareixença voluntària, i avançada 24 hores, diversos informes mèdics on s'acreditarien signes d'un consum habitual, i prolongat en el temps, de cocaïna. Dia 26 de maig de 2008 va ser el dia escollit per practicar les proves mèdiques. Es va sotmetre a una prova capil·lar i a una primera anàlisi psicològica per determinar que és addicte a la cocaïna, condició que va ratificar davant els forenses Antonio Siquier Mascaró i Emilia Salas Bauzá, i el psicòleg Javier Torres Ailhaud. Aquests li van realitzar diverses preguntes a De Santos, qui les va responent en la mesura del possible. Per realitzar aquestes proves mèdiques De Santos va romandre a la Clínica Forense dels jutjats de Palma durant gairebé una hora i mitja. La finalitat de l'exploració, segons la Fiscalia, és "elaborar un informe sobre les següents qüestions: si el querellat pateix alguna malaltia psiquiàtrica, algun trastorn de conducta, algun trastorn de personalitat o si hi ha algun factor psiquiàtric o psicològic rellevant que menyscabi les capacitats cognitives o volitives" de l'extinent d'alcalde d'Urbanisme. De Santos va tornar, un dia després, perquè els forenses que el sotmetessin a una exploració nasal i a la presa de mostres de cabells per a certificar les empremtes deixades pel consum prolongat de cocaïna, una addicció que ja ha estat documentada per altres metges. Els forenses li van explorar breument aquest apèndix per comprovar si patia aquestes lesions típiques dels cocaïnòmans molt enganxats. La presa de mostres de tres cabells diferents no es va fer el dilluns per un problema burocràtic i es va materialitzar en la segona visita. Juan José Carrasco, un metge psiquiatre, docent universitari i antic forense de Madrid, va exposar al jutjat d'instrucció 5 el seu informe pericial sobre l'addicció a la cocaïna de l'exregidor d'Urbanisme. L'expert, contractat per l'advocat defensor, va constatar també que la toxifrenia de l'antic regidor del Partit Popular li va causar seqüeles físiques i mentals. Els dos forenses i el psicòleg forense estaren interessats a entrevistar a l'esposa del polític conservador per calibrar l'abast de la suposada toxifrenia que pateix. La dona de De Santos va acompanyar el polític conservador en les seves tres visites als jutjats de Via Alemanya. Familiars de l'encausat atribueixen aquest abatiment als fàrmacs per a la deshabituació i al forçós aterratge a la realitat de la seva situació, fruit també de la teràpia que estava rebent en règim ambulatori en un centre privat de Madrid.
Una inspecció realitzada per agents de la Policia Nacional al local de prostitució gai anomenat Casa Alfredo ha revelat que l'establiment, no té les corresponents llicències d'activitat i funcionament necessàries perquè estigui obert al públic.
De Santos, acompanyat pel seu lletrat, va comparèixer davant la jutgessa d'instrucció 5 de Palma dia 6 de juny de 2008 per ser-li formulat l'escrit de càrrecs que suposa la conversió de la causa en un procediment de jurat popular. El delicte de malversació de cabals públics per part de polítics o funcionaris és un dels que la Llei reserva als jurats. Va acudir al jutjat d'instrucció acompanyat de la seva mare.
El 23 de setembre de 2009, es dicta la sentència 66/2009 a través de Tribunal de Jurat per la peça sobre la VISA.

## Castell parc de la Riera
Una de les obres emblemàtiques executada sota la responsabilitat directa de Javier Rodrigo de Santos, el Parc de la Riera, va costar als ciutadans de Palma 25 milions d'euros en lloc dels 15 inicialment pressupostats i que, en teoria, havia d'aportar íntegrament el ministeri de Medi Ambient. Es tracta d'una "desviació" en relació al projecte inicial del 66%, que es va solucionar carregant les despeses suplementàries a l'Empresa Municipal d'Obres i Projectes (EMOP), la mateixa que utilitzava el tinent d'alcalde per pagar les seves aventures nocturnes a compte de tots els ciutadans. Fonts municipals van indicar que quan es va contractar no hi havia partida pressupostària per a això i que es va fer "a dit" sense la convocatòria prèvia d'un concurs. Les mateixes fonts van indicar que es va realitzar un peritatge de la instal·lació que va donar com a resultat una diferència a favor de l'Ajuntament d'un 10%, el que suposa una quantitat de 140.000 euros (23 milions de pessetes).
L'increment de les despeses del parc es va originar a conseqüència de la decisió de traslladar els aproximadament 40.000 metres quadrats que es devien utilitzar per a la Fira del Ram al seu actual emplaçament de Son Fuster. Després d'aquesta decisió es va decidir "omplir" aquest espai amb una sèrie d'equipaments per tal de "reforçar la part lúdica del parc", segons els seus arquitectes, Manuel Ribas Piera i Marta Gabás. D'aquesta manera es va projectar una gran font, que ocupa una superfície de 1.300 metres quadrats, a més del castell monumental de 3.500 metres quadrats i 10 metres d'alçada. A això cal afegir diverses pistes esportives, una pista per a gossos i una pista per patins.
L'Ajuntament va portar a la fiscalia anticorrupció l'expedient del castell de jocs ubicat al parc de la Riera. Quan l'Empresa Municipal d'Obres i Projectes (EMOP) va veure que no podia sufragar el cost d'aquesta infraestructura, pressupostada en 1,4 milions d'euros, es va adonar que hi havia una sèrie de suposades irregularitats i va decidir que fossin els jutjats que aclarissin l'assumpte.
La fiscalia anticorrupció de Balears va interrogar el 28 de març de 2008, i en qualitat d'imputada, a Glòria Penalva Saá, la funcionària que en la legislatura dels fets investigats, va ocupar el càrrec de gerent de l'Empresa Municipal d'Obres i Projectes (EMOP), una entitat que va atorgar verbalment el contracte per construir el castell de jocs. Gloria Penalva, que el 18 de març de 2008, arran dels ecos causats per la primera querella en contra de Rodrigo De Santos, va ser destituïda pel Govern del seu lloc en el consell d'administració de l'empresa pública Caib Patrimoni, va declarar a la fiscalia superior de Balears i va reconèixer que va prendre part en la tramitació administrativa de l'expedient del castell del parc, però va atribuir al regidor De Santos la responsabilitat directa en l'operació. "Jo complia ordres". Una altra persona també va declarar com a testimoni.
La manca d'un paper, d'un contracte escrit, no feu més que complicar la investigació judicial d'aquest cas.
Una carta que obra en poder dels investigadors acreditaria la suposada prevaricació comesa per l'anterior regidor d'Urbanisme a l'Ajuntament de Palma, Javier Rodrigo de Santos, del Partit Popular, en contractar irregularment la construcció d'un castell de jocs infantils pel parc de la Riera. De Santos, va instar a l'empresa Hags, una multinacional sueca especialitzada en jocs infantils, a construir una rèplica del castell de Bellver amb tobogans, rampes i passarel·les amb rapidesa tot i reconèixer que l'encàrrec no complia les normes administratives de contractació. La carta enviada per l'aleshores president de la EMOP a l'empresa Hags va esdevenir un document clau de cara a acreditar els indicis delictius en l'operació. En aquesta missiva, Javier Rodrigo de Santos instava la multinacional a dissenyar i instal·lar l'equipament tot i reconèixer que l'expedient administratiu estava incomplet.
Acciona, la principal empresa adjudicatària del parc de la Riera a Palma, es va negar a construir una àrea infantil de jocs rèplica del castell de Bellver i a instàncies del llavors tinent d'alcalde d'Urbanisme, Javier Rodrigo de Santos. De Santos, hauria pontejat a Acciona i encarregat directament el castell infantil a la multinacional sueca Hags, especialista en jocs per a nens.
Un informe jurídic redactat per advocats municipals ha declarat nul el contracte verbal que suposadament va realitzar l'extinent d'alcalde Urbanisme de Palma, Javier Rodrigo de Santos. El castell infantil es va construir i instal·lar al parc de la Riera, però no va ser fins a l'abril del 2007 quan l'EMOP, sense cap tipus d'informe jurídic i sense haver-lo inclòs en l'ordre del dia, va aprovar el contracte en el torn de precs i preguntes de l'última sessió abans dels comicis locals. Fonts de l'anterior EMOP han apuntat que l'expedient sobre el castell infantil del parc de la Riera el va portar en solitari la llavors gerent de l'empresa, Gloria Penalva. Aquesta funcionària de carrera va declarar davant la fiscalia anticorrupció en qualitat d'imputada. Penalva va reconèixer que havia realitzat tràmits amb relació a l'expedient, però va afegir que s'havia limitat a "complir ordres" del seu cap, el regidor Javier Rodrigo de Santos. L'aprovació a la EMOP declarada nul pels serveis jurídics es va fer "in voce", és a dir verbalment pels membres del consell d'administració presents a la reunió.
La filial espanyola de l'empresa sueca Hags va construir la rèplica del castell de Bellver pel parc de la Riera després de disposar d'un encàrrec signat per Rodrigo de Santos. Fonts de l'empresa, van considerar suficients aquests dos escrits per iniciar primer el disseny del joc, que per les seves característiques és únic i exclusiu, i encarregar posteriorment a la seva central sueca l'elaboració dels elements de la instal·lació, que pesa 107 tones i assoleix una alçada de 9,78 metres. La factura del disseny del castell, el terra de goma de 76 tones i el seu muntatge suma 1.092.000 euros, xifra que es correspon amb l'especificada en l'escrit de confirmació de la construcció del joc. A aquesta quantitat es van afegir 20.634 euros corresponents als aparells de gimnàs instal·lats al parc. El total, d'1.113.000 euros, va ser facturat primer a la EMOP i posteriorment, per indicació de l'empresa municipal, a la unió temporal adjudicatària de les obres del parc de la Riera liderada per Acciona. La diferència de gairebé 300.000 euros entre la xifra facturada per Hags i la despesa d'1,4 milions autoritzada posteriorment de forma irregular pel consell d'administració de l'EMOP s'hauria d'imputar, segons fonts de l'empresa, a l'obra civil necessària per a la fonamentació de la construcció. Les mateixes fonts van indicar que aquests treballs, encara que van ser supervisats per l'empresa constructora del joc, van ser executats i facturats per la contractista. La carta signada per De Santos i l'exgerent de l'EMOP, Gloria Penalva, data del 23 de maig de 2006. La confirmació de la comanda és del 12 de setembre. Posteriorment, el 7 de febrer de 2007, el consell d'administració de l'EMOP, fora de l'ordre del dia i en l'apartat de precs i preguntes, aprova una despesa d'1,4 milions, acord considerat nul pels serveis jurídics.
El projecte de la fase B de la Falca Verda (ara parc de la Riera) va ser adjudicat mitjançant concurs per 15 milions d'euros a la unió temporal d'empreses integrada per Necso (ara Acciona), Electrotècnia Espanyola Roig S. A. i Medi Ambient Dalmau. Posteriorment, es va aprovar un modificat que va elevar la contracta 23,5 milions. En aquesta xifra no s'inclou la despesa d'1,4 milions del joc del castell i la seva obra civil ni el que va costar la finalització de l'aparcament.
Javier Rodrigo de Santos en qualitat de president de l'Empresa Municipal d'Obres i Projectes (EMOP) va ser l'únic regidor del consistori que va participar en el consell d'administració celebrat el 7 de febrer de 2007 i en el qual es va aprovar, presumptament de manera il·legal, sense que el punt estigués en l'ordre del dia i en l'apartat de precs i preguntes, la despesa d'1,4 milions per a la rèplica del castell de Bellver aixecat al parc de la Riera, aparells de gimnàstica i la seva obra civil. Quan es va aprovar la despesa el febrer de 2007 el castell ja havia estat construït després que el 23 de maig de 2006 la filial espanyola de l'empresa sueca Hags rebés una carta amb la comanda i una posterior confirmació.
El mateix 10 d'abril de 2008, dia en què va anar a declarar voluntàriament, per la peça de la Visa, va tenir temps per comparèixer també a la Fiscalia Superior de Balears, on hi ha una segona causa oberta contra ell arran del castell de jocs infantils instal·lat el 2006 al parc de la Riera. Va ser citat, per aquest motiu, a la seu de la fiscalia. Va admetre que podria haver-hi algun tipus d'irregularitat administrativa en la contractació, però seria un assumpte susceptible de ser tractat en la jurisdicció contenciosa-administrativa i no en via penal. Sobre la selecció de la multinacional sueca per dissenyar i construir l'àrea de jocs infantils afirmà que únicament dues empreses europees tenen la capacitat de fer-se càrrec d'un projecte tan singular i de tan grans dimensions, entre elles Hags. El fet d'escollir Hags, una empresa que ja havia treballat en moltes ocasions pel consistori, sempre segons la versió de l'imputat, seria lògic.
El 3 de desembre de 2009, el titular del Jutjat d'Instrucció 7 de Palma, Antoni Garcías Sansaloni, va dictar una interlocutòria en què es decretava el sobreseïment provisional (arxivament) de la peça del castell del parc de la Riera.

## Abusos a menors
La fiscalia anticorrupció de Balears va investigar, unes suposades trobades sexuals que hauria mantingut l'exregidor de Palma pel Partit Popular (PP), acusat d'abusos a joves menors d'edat. No es refereixen a contactes mantinguts en clubs de cites. Dues mares de nois menors de 18 anys van informar de la relació dels seus fills amb el polític conservador. Perquè la fiscalia obrís les indagacions havien d'existir indicis que l'exregidor va poder cometre algun delicte per induir als menors a mantenir els contactes sexuals.
El jutge del Jutjat d'Instrucció número 8 de Palma, Antoni Rotger Cifre, a petició de la fiscal Concha Gómez, va decretar el 27 de juny de 2008 l'ingrés a la presó provisional sense fiança de Javier Rodrigo de Santos, per un suposat delicte d'abusos a menors perpetrats fa dos o tres anys. La investigació d'aquest cas es va iniciar un mes enrere, quan la Policia Nacional va saber de l'existència de dos germans, de 12 i 13 anys, que acudien a uns cursets de cristiandat en una parròquia palmesana on tenien contacte amb De Santos. Tots dos menors van declarar haver mantingut contactes sexuals amb l'extinent d'alcalde de la ciutat, de manera que De Santos va ser detingut el 26 de juny per la policia, una vegada que es va interposar una denúncia particular, davant de l'edifici de la Fiscalia de Palma, al que havia acudit a prestar declaració per una altra causa. De Santos es va declarar totalment innocent de les acusacions que se li imputaven, tot i que va admetre que coneixia alguns dels menors amb els quals se'l relacionava. Un menor diu que li va pagar una prostituta i després el va portar a una sauna gai. Un altre, que es va ficar al llit amb ell a casa seva. Fonts de la investigació asseguren que poden ser cinc les suposades víctimes d'agressions sexuals. La Policia Nacional acusa en el seu atestat a l'extinent d'alcalde pel PP a l'Ajuntament de Palma, Javier Rodrigo de Santos, de prevaler del seu paper de catequista en dues parròquies de Palma, la de Son Oliva i la del Rafal, per guanyar-se la confiança d'algunes de les suposades víctimes dels abusos sexuals. No obstant això, des d'aquestes parròquies s'ha negat amb fermesa que el polític empresonat col·laborés allà. Altres fonts van comentar que l'esposa del llavors regidor sí que participava activament en tasques d'apostolat, especialment a la comunitat neocatecumenal vinculada a la parròquia de Son Oliva. Un dels menors que l'acusa va declarar que l'exregidor es va ficar al seu llit i va abusar d'ell quan dormia. El polític va trencar a plorar diverses vegades mentre era interrogat.
L'acusat va romandre privat de llibertat per aquesta causa entre el 27 de juny de 2008 i el 27 de març de 2009.
A principis de juliol de 2008, De Santos va decidir prescindir dels serveis del seu advocat Tomeu Vidal i va considerar que el seu lletrat l'ha de defensar en totes les causes. Per això, va encomanar la defensa a l'advocat José Ignacio Herrero Cereceda, expert en dret penal.

## Implicats
- Javier Rodrigo de Santos. extinent d'alcalde (PP) de Palma i exregidor d'Urbanisme del mateix ajuntament. Acusat de malversació de cabals públics, dos delictes d'abusos a menors i un delicte contra la salut pública.

## Sentències

### Peça Visa municipal
La querella la va redactar el fiscal Joan Carrau Mellado. El cas va recaure sobre el jutjat d'instrucció número 5 de Palma, la titular del qual és la jutgessa Ana María San José.
El 23 de setembre de 2009, es dicta la sentència 66/2009 a través de Tribunal de Jurat per la peça sobre la VISA. Va ser ponent de la sentència el magistrat president Carlos Izquierdo Téllez.
A la dita sentència, figuren els següents fets provats: Durant els anys 2006 i 2007, Javier Rodrigo De Santos, disposava de la Tarjeta VISA Bussines Plata com a President de l'EMOP.
- Entre el gener i l'octubre de 2006 va fer 81 càrrecs a la targeta al local de massatges "Casa Alfredo" per un import de 28.468,79 € en total.
- Diferents dies de novembre de 2006 va fer 6 càrrecs al mateix local per import total de 1.330 €.
- Entre gener i juliol de 2007, feu 37 càrrecs al mateix local, tot i que facturació girada a "lavanderla Miele" amb un total de 20.349 €.
- Al maig de 2007 va fer 5 càrrecs al local de contactes "Prometeo" per un total de 880 €. El 14 de juny de 2007 aquesta quantitat va ser reintegrada per De Santos.
- El 4 de gener de 2006, al local de sauna "Sabiniano Gómez Serrano" (Madrid) va fer un càrrec de 350 €.
- El 12 de novembre de 2006 va fer un càrrec a l'Hotel Barceló-Albatros de 1.825 €. El 24 de gener de 2007 De Santos reintegrà tal quantitat.
- El 13 de març de 2008 va reintegrar directament a les arques municipals la quantitat de 50,804 €, amb la idea que aquesta era la quantitat total de la qual havia disposat amb càrrec a la targeta, en ser la quantitat en què la Fiscalla de Balears xifrava en aquells dies el total disposat.
- El procés judicial contra Javier Rodrigo de Santos López es va iniciar el 13 de març de 2008 mitjançant la querella formulada davant el Jutjat per la Fiscalia de Balears, la qual venia investigant els fets amb anterioritat a aquesta data, sent coneguda per l'acusat aquesta investigació de la Fiscalia en haver estat citat a declarar sobre els fets davant el Fiscal pel dia anterior, davant qui va comparèixer.
- El mateix 13 de març, Rodrigo De Santos va remetre una carta a l'alcaldessa de Palma en la qual expressava reconèixer el desfasament per import 50.804 €, indicava que procedla a la seva devolució, ho atribuïa a un error i manifestava quedar a disposició seva per practicar liquidació. Aquesta carta va ser remesa per l'acusat amb el propòsit de reconèixer la comissió d'un fet delictiu.
- Javier Rodrigo de Santos ha demanat perdó públicament i davant els mitjans de comunicació pel comportament imputat.
- L'acusat, al moment dels fets, era addicte a la cocaïna, circumstància que disminuïa de forma no intensa la seva voluntat per reprimirse en la realització de les disposicions de diners públics fetes en el seu propi benefici mitjançant la targeta del EMOP.

Per tot això, va condemnar a Javier Rodrigo de Santos López com a autor responsable d'un delicte continuat de malversació de cabals públics, ja definit, concorrent les circumstàncies atenuants de reparació del dany i drogoaddicció, a les penes de dos anys de presó i quatre anys d'inhabilitació absoluta, així com al pagament de les costes processals i causades en la instància.
El 16 de febrer de 2010, la Sala Civil i Penal del Tribunal Superior de Justícia de les Illes Balears desestima els recursos d'apel·lació que Javier Rodrigo de Santos López i el Ministeri Fiscal interposen contra la sentència dictada el 23 de setembre de 2009 pel Magistrat president del tribunal del jurat de l'Audiència Provincial de Palma, la qual es confirma íntegrament.

### Peça abusos a menors
El 28 d'octubre de 2009 la sentència de la Secció Segona de l'Audiència Provincial de Palma, redactada pel seu president Juan Catany Mut i els magistrados Juan Pedro Yllanes Suárez i Diego Jesús Gómez-Reino Delgado, va condemnar De Santos a 13 anys (set i cinc) de presó per dos abusos sexuals i a 1 any i 6 mesos de presó per un delicte contra la salut pública i el va absoldre de corrupció de menors. A més el condemnà per un delicte d'abusos sexuals i d'un delicte intentat d'abusos sexuals, concorrent la circumstància atenuant analògica de drogoaddicció, a les penes de multa de vint mesos, pel primer, i de dotze mesos, pel segon, amb sis euros de quota diària, en ambdós casos. El tribunal li prohibí que s'aproximi a menys de 500 metres dels menors i la seva família o que es posi en contacte amb qualsevol d'ells per un termini de tres després del compliment dels anys de presó. La peça havia recaigut sobre el Jutjat d'Instrucció número 8 de Palma iniciada per denúncia de la Fiscalia de les Illes Balears el 18 de juny de 2008.
El 5 de juliol de 2010, el Tribunal Suprem, amb Adolfo Prego de Oliver Tolivar com a ponent, va rebaixar la pena de 13 anys i mig a 5 anys. L'Alt Tribunal va estimar parcialment un recurs de cassació del misser de Rodrigo De Santos, José Ignacio Herrero, contra la sentència dictada per la Secció Segona de l'Audiència Provincial. La sentència absolgué De Santos d'una infracció contra la salut pública, d'un delicte d'abusos sexuals amb penetració contra un menor i d'un altre d'abusos sexuals intentats contra el mateix menor, que tenia 14 anys. El Suprem confirma que els fets es produïren, però anul·la la condemna a 7 anys de presó perquè considera que en el relat dels fets provats no se certifica que els actes tinguessin lloc sense el consentiment del menor.

### Peça Castell parc de la Riera
El titular del Jutjat d'Instrucció 7 de Palma, Antoni Garcías Sansaloni, ha dictat una interlocutòria en què es decreta el sobreseïment provisional (arxivament) de la causa seguida contra l'exregidor d'Urbanisme a Cort Javier Rodrigo de Santos per la presumpta irregularitat en la compra del castell infantil del parc de la Riera per 1,1 milions d'euros. El document assenyala que "no apareix degudament justificada la comissió del delicte que ha donat motiu a la formació de la causa".
La Fiscalia també havia sol·licitat el sobreseïment provisional i l'arxivament de les diligències. En les consideracions del fiscal Carrau es fa referència a l'acord extrajudicial al qual havien arribat l'empresa Hags Swelek, que va vendre el castell, i Cort. El fiscal afegeix que "es desprèn una conducta administrativa que infringeix clarament les normes de procediment", però no s'acrediten irregularitats.

## Complient de la pena
Javier Rodrigo de Santos va estar privat de llibertat a la presó de Palma des de novembre de 2009. Durant més de quatre anys el seu comportament al centre penitenciari va ser exemplar. Mai va protagonitzar cap incident i l'equip tècnic destacava la bona sintonia que mantenia amb la resta de presos. A més, va aprofitar aquest temps per superar les seves addiccions, tant en l'aspecte sexual, com pel consum de droga que ell mateix va confessar. La seva primera sortida la va gaudir en el mes d'abril de l'any 2013. Van ser només tres dies, on va poder reunir-se amb la seva mare i el seu germà, que van viatjar a propòsit a Mallorca per estar amb ell. Des de llavors va seguir gaudint de diversos permisos i va tornar al centre a l'hora que li indicaven els responsables del seu control.
En els últims mesos Rodrigo de Santos va assistir a un curs que es va organitzar a la presó de Palma per ensenyar-li a controlar els seus impulsos sexuals. Un curs que, segons fonts pròximes a l'entorn de l'exregidor, el van ajudar a superar aquest problema. També sembla que va superar els seus problemes amb les drogues. Quan va ser denunciat va iniciar immediatament un programa per superar la seva addicció. El va continuar després a la presó. En les diferents anàlisis que se li van realitzar, sobretot quan tornava de permís, es va demostrar que no havia pres drogues.
Dia 20 de març de 2014, Rodrigo de Santos va abandonar definitivament la presó de Palma per ingressar en un altre centre penitenciari de la península. En concret, va demanar el trasllat, i les autoritats penitenciàries li van concedir, a un centre carcerari de Burgos per estar més a prop dels seus pares, ja grans, que resideixen en aquesta ciutat. No es tracta d'una presó de règim tancat, on compleixen condemna els presos comuns, sinó del Centre d'Inserció Social (CIS) de la localitat. L'expolític va aconseguir que les autoritats li concedissin el tercer grau penitenciari, que li permeteren romandre la major part de la jornada en llibertat, per acudir únicament a dormir a la presó. Només hagué de presentar-se al centre de dilluns a dijous, ja que la resta de la setmana pogué romandre en el domicili que designàs, que en aquest cas és el dels seus pares.
Encara que si hagués seguit a Mallorca també hauria obtingut el tercer grau penitenciari, per motius familiars va decidir demanar el seu trasllat a la presó de Burgos. En les últimes setmanes va gaudir d'un nou permís. Va trobar una ocupació en l'administració d'una important granja situada a Burgos, on té previst incorporar-se en els pròxims dies.
Aquesta situació de tercer grau no es prolongà molt de temps. A partir del maig de 2014 ja haurà complert les tres quartes parts de la pena de reclusió que li van imposar els jutges i ja té dret que li concedeixin la llibertat condicional. A partir d'aquest moment ja no serà ni tan sols cal que vagi a la presó a passar la nit. Només haurà de complir una sèrie d'obligacions que li marcarà l'equip de tècnics que controla el seu seguiment.